# Кречетов, Виктор Николаевич
Виктор Николаевич Кречетов (род. 17 июня 1942 года, д. Хомутовка) — советский и российский писатель-прозаик, поэт, публицист, литературный критик. Член Союза писателей России.

## Биография
Виктор Николаевич Кречетов родился 17 июня 1942 года в деревне Хомутовка Ракшинского района Тамбовской области. В 1957 году переехал в Челябинск, где окончил вечернюю школу № 21.
В 1963 году поступил на философский факультет Ленинградского государственного университета, который окончил в 1968 году по специальности «этика и эстетика».
Женат, имеет детей и внуков.

## Карьера
После окончания университета преподавал философию и историю эстетики в Северо-Западном заочном политехническом институте, Электротехническом институте им. Ульянова (Ленина), институте им. И. Е. Репина (Академия художеств).
Работал редактором на Ленинградском телевидении, в газете «Народная правда», в ленинградском отделении издательства «Детская литература», а также в литературно-издательском объединении «Редактор».
Член Союза журналистов СССР (1986). С 1989 года является членом Союза писателей СССР (затем — Союза писателей России).
С 1990 по 1993 год был ответственным секретарём Ленинградской областной писательской организации.
В 1992 году был делегатом чрезвычайного съезда Союза писателей РСФСР и IX съезда Союза писателей СССР, участвовал в работе IV Пленума правления Союза писателей России (19 февраля 1992 года).
С 1994 по 2003 год был председателем оргкомитета городской Олимпиады школьников по литературе.
С 1994 по 2004 год руководил детско-юношеским литературным клубом «Дерзание» при Санкт-Петербургском городском дворце творчества юных.
С 1994 по 2016 год был председателем оргкомитета городского литературного конкурса «Творчество юных».
Профессор Международной Славянской академии наук, искусств и культуры (1997).
В 2007—2008 годах являлся членом редколлегии журнала «Аврора».
В 2011 году вошёл в состав жюри литературной премии «Молодой Петербург».
Выступал в качестве литературного критика в газетах, журналах, сборниках, в том числе «Литературной газете», «Российской газете» и других.

## Творчество
Первая литературная публикация Кречетова была в 1969 году в газете «Электрик» Ленинградского электротехнического института.
Виктор Кречетов приобрел известность сначала как критик, выступивший в 1980 году с острополемическими статьями о проблемах детской литературы. Его публикации в журналах «Волга» (№ 8, 1980) и «Молодая гвардия» (№ 8, 1980), а также книга статей «Это имя твое» (1982) вызвали широкий отклик в центральной и местной печати.
Рассказы Кречетова положительно отмечали Сергей Воронин, Николай Коняев, Юрий Помозов, Николай Пантелеймонов, Владимир Кавторин, Геннадий Муриков и другие.
С начала 1990-х годов Кречетов писал преимущественно стихи и стал известен как поэт, о творчестве которого пишут Алексей Ахматов, назвавший его «достойным наследником Тютчева», Надежда Полякова, Геннадий Морозов, Геннадий Муриков, Владимир Запевалов, Вадим Круговов и другие.
В связи с педагогической работой Кречетов написал десятки предисловий к книгам своих учеников. Кроме того, он являлся составителем сборников «Музы на Фонтанке» (1995—2010, вып. 1-21), «Аничков сад» (вып.1. СПб.,2000. Вып.2, СПб., 2005), сб. «Ладога» (Л., 1990), сб. стихов «На краешке весны» (СПб., 2000), «Исповедь сердца» (СПб., 2006), «Место встречи — Аничков». Стихи педагогов клуба «Дерзание», (СПб., 2010) «Быть рядом в нужную минуту», материалы к истории литературного клуба «Дерзание» (СПб., 2006).
Несколько учеников В. Н. Кречетова стали членами Союза писателей России — Александр Беззубцев-Кондаков, Екатерина Челпанова, Наталья Пискунова, Екатерина Дедух.
Стихи Кречетова публиковались в ряде коллективных сборников и антологий.
Его творчеству посвящено отдельное издание: «Виктор Кречетов глазами учеников, друзей, писателей. Избранное».

## Основные работы

### Проза
- О любви. Рассказы. Л.: Художественная литература, 1989. — 58 с.
- Камни со дна реки. Рассказы. Л.: Ленинградская панорама, 1990. — 62 с.
- Тайны любви. Рассказы. Л.: Редактор, 1991. — 272 с. ISBN 5-7058-0141-6
- Солнечный сентябрь. Рассказы. СПб., 1998.
- Малышка-медуза. Рассказы. СПб., 2000.
- Цветок в ночи. Рассказы. СПб., 2005. — 124 с. ISBN 5-87177-048-7
- По реке времен. Повесть. Рассказы. Переводы. Заметки. СПб.: Алетейя, 2017. — 600 с. ISBN 978-5-906910-81-3

### Поэзия
- Мой сад. Стихи. СПб., 1996.
- Я снился бабочкой себе. Стихи. СПб., 1999.
- Избранное: Стихи и проза // Виктор Кречетов глазами учеников, друзей и писателей: Сб. / Сост. Н. С. Пантелеймонов. СПб., 2001.
- Голоса и лица: Стихи разных лет. СПб., 2004. — 168 с. ISBN 5-87177-047-9
- В небесных зеркалах: Избр. стихотворения 2005-2006 гг. СПб., 2007. — 110 с. ISBN 5-87177-051-7
- С солнцем в груди: стихотворения. — СПб.: Гамма, 2013. — 111 с. ISBN 978-5-4334-0118-1
- Книга снов: Стихотворения. Рассказы. Воспоминания. СПб., Алетейя, 2014. — 760 с.

### Публицистика
- В мире чудесного : (О поэзии Ивана Демьянова) [печатный текст] / Кречетов, Виктор Николаевич, Автор // Детская литература. 1983. — М.: Детская литература, 1983. — С. 125—133.
- Это имя твоё. Лит.-критич. статьи. М., 1983.
- Верность выбора. Лит.-критич. статьи. М., Современник, 1986. — 224 с.
- Яйцо Леды: Статьи. Воспоминания. Эссе. СПб, 2003. — 230 с. ISBN 5-87177-045-2
- Страницы из дневника // Быть рядом в нужную минуту: Сб. СПб., 2006. — 276 с. ISBN 5-87177-053-3
- Цветок Тагора. Статьи. Рецензии, Предисловия. Заметки. Дневниковая проза. СПб., Алетейя, 2014. — 616 с.

## Награды
- Знак Губернатора Ленинградской области «За гуманизацию школы Санкт-Петербурга» (1999).
- Медаль «В память 300-летия Санкт-Петербурга» (2003).
- Благодарность Законодательного Собрания Санкт-Петербурга «За существенный вклад в развитие дополнительного образования в Санкт-Петербурге» (2007)[10].
- Медаль «За вклад в отечественную культуру» Межотраслевого объединённого комитета по наградам.
- Премия имени Д. С. Лихачева для педагогов международного конкурса «Созвездие талантов» (2015)[11].
- Диплом Литературного фонда «Дорога жизни» и Общества «Молодой Петербург» при Союзе писателей России в номинации «Легенда».